# Predrag Ranǵelowiḱ
Predrag Ranǵelowiḱ (mac. Предраг Ранѓеловиќ, serb. Пpeдpaг Paнђeлoвић, Predrag Ranđelović; ur. 20 marca 1990 w Niszu) – północnomacedoński piłkarz urodzony w Serbii, grający na pozycji pomocnika. Od 2018 jest zawodnikiem klubu IFK Värnamo.

## Kariera piłkarska
Ranǵelowiḱ jest wychowankiem serbskiego klubu Partizan Belgrad, nie grał jednak w tym klubie w drużynie seniorów. W latach 2007–2011 występował w klubie Teleoptik Belgrad. Do ligi macedońskiej trafił latem 2011 roku, kiedy to został graczem Wardaru. W sierpniu 2013 podpisał dwuletni kontrakt z FK Jagodina. W styczniu 2014 trafił do FK Mińsk. W marcu 2015 przeszedł do Dalkurd FF.

## Kariera reprezentacyjna
Ranǵelowiḱ nie miał szans na grę w kadrze Serbii, gdy więc otrzymał propozycję z macedońskiej federacji, by wyrobił sobie macedoński paszport i grał w tamtejszej reprezentacji, przyjął ją. W reprezentacji Macedonii zadebiutował 14 grudnia 2012 roku w towarzyskim meczu z Polską. Na boisku pojawił się w 60 minucie. Do tej pory rozegrał w niej trzy mecze (stan na 28 marca 2015).
| Mecze i gole w reprezentacji | Mecze i gole w reprezentacji | Mecze i gole w reprezentacji | Mecze i gole w reprezentacji | Mecze i gole w reprezentacji | Mecze i gole w reprezentacji | Mecze i gole w reprezentacji |
| #                            | Data                         | Stadion                      | Rywal                        | Wynik                        | Gol                          | Rozgrywki                    |
| 2012                         | 2012                         | 2012                         | 2012                         | 2012                         | 2012                         | 2012                         |
| ---------------------------- | ---------------------------- | ---------------------------- | ---------------------------- | ---------------------------- | ---------------------------- | ---------------------------- |
| 1.                           | 14.12.2012                   | Antalya, Turcja              | Polska                       | 1:4                          | 0                            | towarzyski                   |

## Sukcesy
- Mistrz Macedonii: 2012